# Turnen op de Olympische Zomerspelen 1924
Turnen is een van de sporten die beoefend werden tijdens de Olympische Zomerspelen 1924 in Parijs.

## Heren

### team
| rang   | sporter(s) | land | punten  |
| ------ | --- | ---- | ------- |
| Goud   | Ferdinando Mandrini Mario Lertora Vittorio Lucchetti Francesco Martino Luigi Cambiaso Giuseppe Paris Giorgio Zampori Luigi Maiocco | ITA  | 839.058 |
| Zilver | Jean Gounot Léon Delsarte Albert Séguin Eugène Cordonnier François Gangloff Arthur Hermann André Higelin Joseph Huber              | FRA  | 820.528 |
| Brons  | August Güttinger Jean Gutweninger Hans Grieder Georges Miez Josef Wilhelm Otto Pfister Karl Widmer Antoine Rebetez                 | SUI  | 816.661 |
| 4      | Leon Štukelj Janez Porenta Stane Žilič Stane Derganc Mihael Oswald Stane Hlastan Rastko Poljšak Josip Primožič                     | YUG  | 762.101 |
| 5      | Frank Kriz Alfred Jochim John Pearson Frank Safanda Curtis Rottman Rudolph Novak Max Wandrer John Mais                             | USA  | 715.117 |
| 6      | Stanley Leigh Harold Brown Henry Finchett Frank Hawkins Thomas Hopkins Edward Leigh Samuel Humphreys Albert Spencer                | GBR  | 637.790 |
| 7      | Jaakko Kunnas Otto Suhonen Akseli Roine Aarne Roine Mikko Hämäläinen Veikko Karonen Evert Kerttula Edward Kostamo                  | FIN  | 554.948 |
| 8      | Charles Ouaino Théodore Jeitz Emile Munhofen Mathias Erang Albert Neumann Jacques Palzer Pierre Tolar Mathias Weishaupt            | LUX  | 548.129 |

### individuele meerkamp
| rang   | sporter(s)          | land | punten  |
| ------ | ------------------- | ---- | ------- |
| Goud   | Leon Štukelj        | YUG  | 110.340 |
| Zilver | Robert Prašák       | TCH  | 110.323 |
| Brons  | Bedřich Šupčík      | TCH  | 106.930 |
| 4      | Ferdinando Mandrini | ITA  | 105.583 |
| 5      | Miroslav Klinger    | TCH  | 105.500 |
| 6      | Ladislav Vácha      | TCH  | 105.300 |
| 7      | August Güttinger    | SUI  | 105.176 |
| 8      | Jean Gounot         | FRA  | 105.153 |

### paard voltige
| rang   | sporter(s)       | land | punten |
| ------ | ---------------- | ---- | ------ |
| Goud   | Josef Wilhelm    | SUI  | 21.230 |
| Zilver | Jean Gutweninger | SUI  | 21.130 |
| Brons  | Antoine Rebetez  | SUI  | 20.730 |
| 4      | Karl Widmer      | SUI  | 20.500 |
| 5      | Giuseppe Paris   | ITA  | 20.100 |
| 6      | Stane Derganc    | YUG  | 19.930 |
| 7      | Miroslav Klinger | TCH  | 19.670 |
| 8      | August Güttinger | SUI  | 19.600 |

### ringen
| rang   | sporter(s)          | land | punten |
| ------ | ------------------- | ---- | ------ |
| Goud   | Francesco Martino   | ITA  | 21.553 |
| Zilver | Robert Prašák       | TCH  | 21.483 |
| Brons  | Ladislav Vácha      | TCH  | 21.430 |
| 4      | Leon Štukelj        | YUG  | 21.330 |
| 5      | Bedřich Šupčík      | TCH  | 21.120 |
| 6      | Bohumil Mořkovský   | TCH  | 21.083 |
| 7      | Jan Koutný          | TCH  | 21.053 |
| 8      | Ferdinando Mandrini | ITA  | 20.943 |

### sprong
| rang   | sporter(s)          | land | punten |
| ------ | ------------------- | ---- | ------ |
| Goud   | Frank Kriz          | USA  | 9.98   |
| Zilver | Jan Koutný          | TCH  | 9.97   |
| Brons  | Bohumil Mořkovský   | TCH  | 9.93   |
| 4      | Leon Štukelj        | YUG  | 9.91   |
| 5      | Max Wandrer         | USA  | 9.85   |
| 6      | Janez Porenta       | YUG  | 9.76   |
| 7      | Miroslav Klinger    | TCH  | 9.75   |
| 7      | Ferdinando Mandrini | ITA  | 9.75   |

### brug
| rang   | sporter(s)       | land | punten |
| ------ | ---------------- | ---- | ------ |
| Goud   | August Güttinger | SUI  | 21.63  |
| Zilver | Robert Prašák    | TCH  | 21.61  |
| Brons  | Giorgio Zampori  | ITA  | 21.45  |
| 4      | Josef Wilhelm    | SUI  | 21.40  |
| 5      | Mario Lertora    | ITA  | 21.33  |
| 6      | Ladislav Vácha   | TCH  | 21.31  |
| 7      | Jaroslav Kos     | TCH  | 21.28  |
| 8      | Jean Gutweninger | SUI  | 21.26  |
| 8      | Bedřich Šupčík   | TCH  | 21.26  |

### rekstok
| rang   | sporter(s)        | land | punten |
| ------ | ----------------- | ---- | ------ |
| Goud   | Leon Štukelj      | YUG  | 19.730 |
| Zilver | Jean Gutweninger  | SUI  | 19.236 |
| Brons  | André Higelin     | FRA  | 19.163 |
| 4      | Antoine Rebetez   | SUI  | 19.063 |
| 5      | Georges Miez      | SUI  | 19.050 |
| 6      | Jean Gounot       | FRA  | 19.043 |
| 7      | François Gangloff | FRA  | 18.933 |
| 8      | August Güttinger  | SUI  | 18.886 |

### zijwaartse paardsprong
| rang   | sporter(s)        | land | punten |
| ------ | ----------------- | ---- | ------ |
| Goud   | Albert Séguin     | FRA  | 10.00  |
| Zilver | François Gangloff | FRA  | 9.93   |
| Zilver | Jean Gounot       | FRA  | 9.93   |
| 4      | Stane Hlastan     | YUG  | 9.86   |
| 5      | Stane Derganc     | YUG  | 9.85   |
| 6      | Bedřich Šupčík    | TCH  | 9.83   |
| 6      | Ladislav Vácha    | TCH  | 9.83   |
| 8      | Eugène Cordonnier | FRA  | 9.80   |
| 8      | Mathias Erang     | LUX  | 9.80   |
| 8      | Frank Kriz        | USA  | 9.80   |
| 8      | Robert Prašák     | TCH  | 9.80   |

### touwklimmen
| rang   | sporter(s)       | land | tijd |
| ------ | ---------------- | ---- | ---- |
| Goud   | Bedřich Šupčík   | TCH  | 7.2  |
| Zilver | Albert Séguin    | FRA  | 7.4  |
| Brons  | August Güttinger | SUI  | 7.8  |
| Brons  | Ladislav Vácha   | TCH  | 7.8  |
| 5      | Stane Žilič      | YUG  | 8.0  |
| 6      | Jean Gounot      | FRA  | 8.4  |
| 6      | Arthur Hermann   | FRA  | 8.4  |
| 6      | Frank Kriz       | USA  | 8.4  |
| 6      | Janez Porenta    | YUG  | 8.4  |

## Medaillespiegel
| rang   | land              | goud | zilver | brons | totaal |
| ------ | ----------------- | ---- | ------ | ----- | ------ |
| 1      | Zwitserland       | 2    | 2      | 3     | 7      |
| 2      | Italië            | 2    | 0      | 1     | 3      |
| 3      | Joegoslavië       | 2    | 0      | 0     | 2      |
| 4      | Tsjecho-Slowakije | 1    | 4      | 4     | 9      |
| 5      | Frankrijk         | 1    | 4      | 1     | 6      |
| 6      | Verenigde Staten  | 1    | 0      | 0     | 1      |
| totaal | totaal            | 9    | 10     | 9     | 28     |